# Tidspreferens
Begreppet tidspreferens står för att vi – allt annat lika (Latin: Ceteris paribus) – värderar en behovstillfredsställelse som ligger närmare i tiden framför samma behovstillfredsställelse längre fram i tiden. (Så till exempel värderas ett mål mat idag högre än samma mål mat om en vecka, eller ett år, eller ett decennium. Och den som vill gifta sig vill helst göra det så snart som möjligt och inte skjuta bröllopet alltför mycket på framtiden.)
Enligt företrädare för den österrikiska skolan inom nationalekonomin utgör tidspreferensen den yttersta förklaringen till fenomenet ränta. Räntan avspeglar skillnaden i värdering mellan nuet och framtiden.
Denna teori framfördes första gången av Eugen von Böhm-Bawerk i Kapital und Kapitalzins (Capital and Interest). Själva termen "tidspreferens" användes dock inte av Böhm-Bawerk själv utan myntades senare av Frank Fetter. Av detta skäl kallas teorin också "agioteori" (så till exempel i Nationalencyklopedins artikel om Böhm-Bawerk).
När den framfördes först av Böhm-Bawerk så menade han att det som låg till grunden för tidspreferens var en psykologisk faktor som han menade var sann för det stora antalet människor överlag, vilket även Fetter och Frank Knight ansåg. Genom Ludwig von Mises arbete inom området kom tidspreferens att ta an den mening som tillskrivs den idag: att tidspreferens uppvisas vid varje handling.
En teori om tidspreferens som något skiljer sig från Böhm-Bawerks ursprungliga har framförts av George Reisman i Capitalism: A Treatise on Economics. Enligt Reisman är tidspreferens den yttersta men inte den direkta orsaken till ränte- och profitnivån i ekonomin; den verkar via kapitalisternas nettokonsumtion. (För vidare förklaring hänvisas till Reismans bok.)